# Het Laatste Avondmaal (Alessandro Allori)
Het Laatse Avondmaal is een groot olieverfschilderij van de Florentijnse schilder Alessandro Allori uit 1582. 

## Geschiedenis
Allori kreeg in 1580 de opdracht voor het doek van Calisto Solari, de abt van het Vallombrosiaans klooster van Astino. Het schilderij kwam in de refter te hangen, de zaal waar de monniken hun maaltijden aten terwijl zij luisterden naar Bijbellezingen. Daar bleef het werk tot de regering van de Cisalpijnse Republiek het klooster in 1798 sloot en alle bezittingen confisceerde. Het schilderij kwam vervolgens in het Palazzo della Ragione van Bergamo terecht. Daar bleef het tot 2020, toen het terugkeerde naar het klooster. 
Naast deze versie schilderde Allori een identieke voorstelling: een fresco voor de refter van de Santa Maria del Carmine te Florence. 

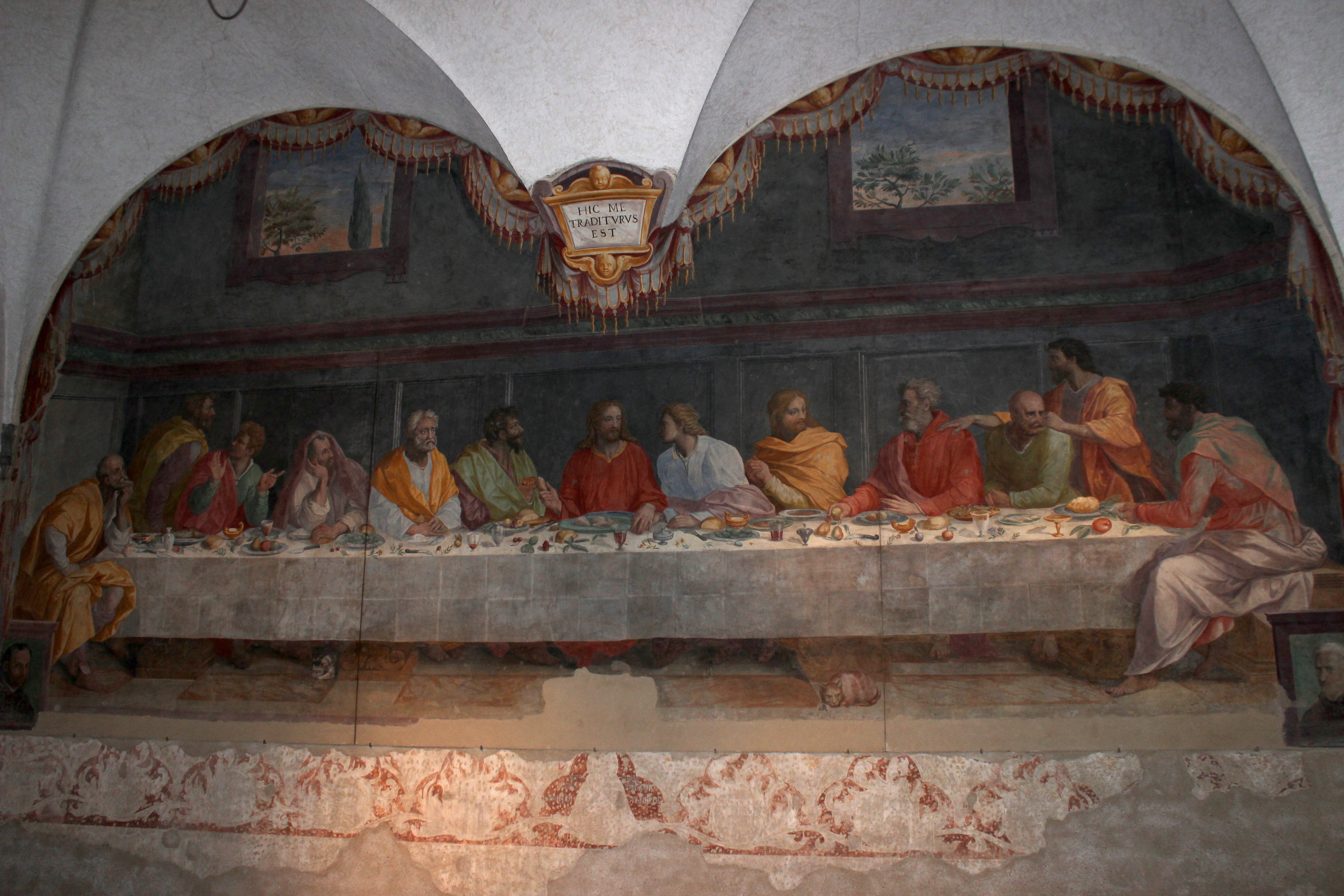
Het laatste avondmaal van Allori te Florence

## Voorstelling en stijl

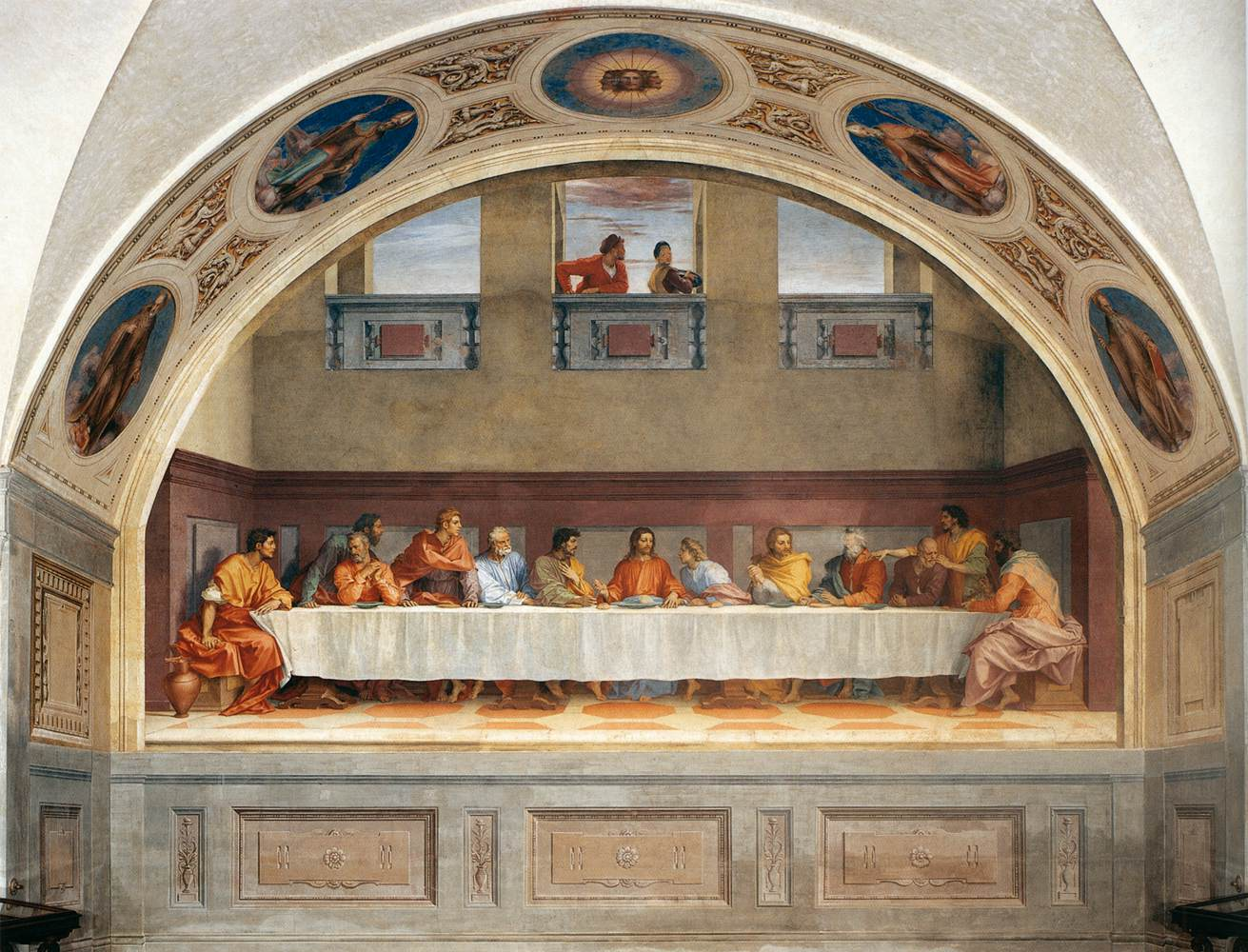
Andrea del Sarto, Het laatste avondmaal, circa 1525

Voorgesteld is het Bijbelverhaal over het laatste avondmaal zoals beschreven in Johannes 13:21-26. Jezus troont in het midden, omringd door zijn discipelen. Hij reikt Judas het brood aan met zijn rechterhand, terwijl zijn linkerhand de hand van Johannes bedekt, die vraagt wie Jezus verraden zal. Uiterst links zit een peinzende Petrus enigszins afgezonderd, een mogelijke verwijzing naar Jezus' kruisdood en Petrus' verloochening. 
Het valt niet uit te sluiten dat de één van de apostelen een zelfportret van Allori is. Het gaat om de vierde figuur vanaf links gezien, de man met de rode mantel over zijn hoofd.  
De compositie voor het rechtergedeelte ontleende Allori aan het gelijknamige werk van Andrea del Sarto, gemaakt voor de refter van de San Salvi in Forence, uit circa 1525. Anders dan Del Sarto heeft Allori de tafel voller beladen. Zo zijn er onder meer muziekinstrumenten te zien en Venetiaans glaswerk. De etenswaren zijn op hun beurt ontleend aan de werken die Jacopo Ligozzi schilderde voor de Medici's.  

## Symboliek

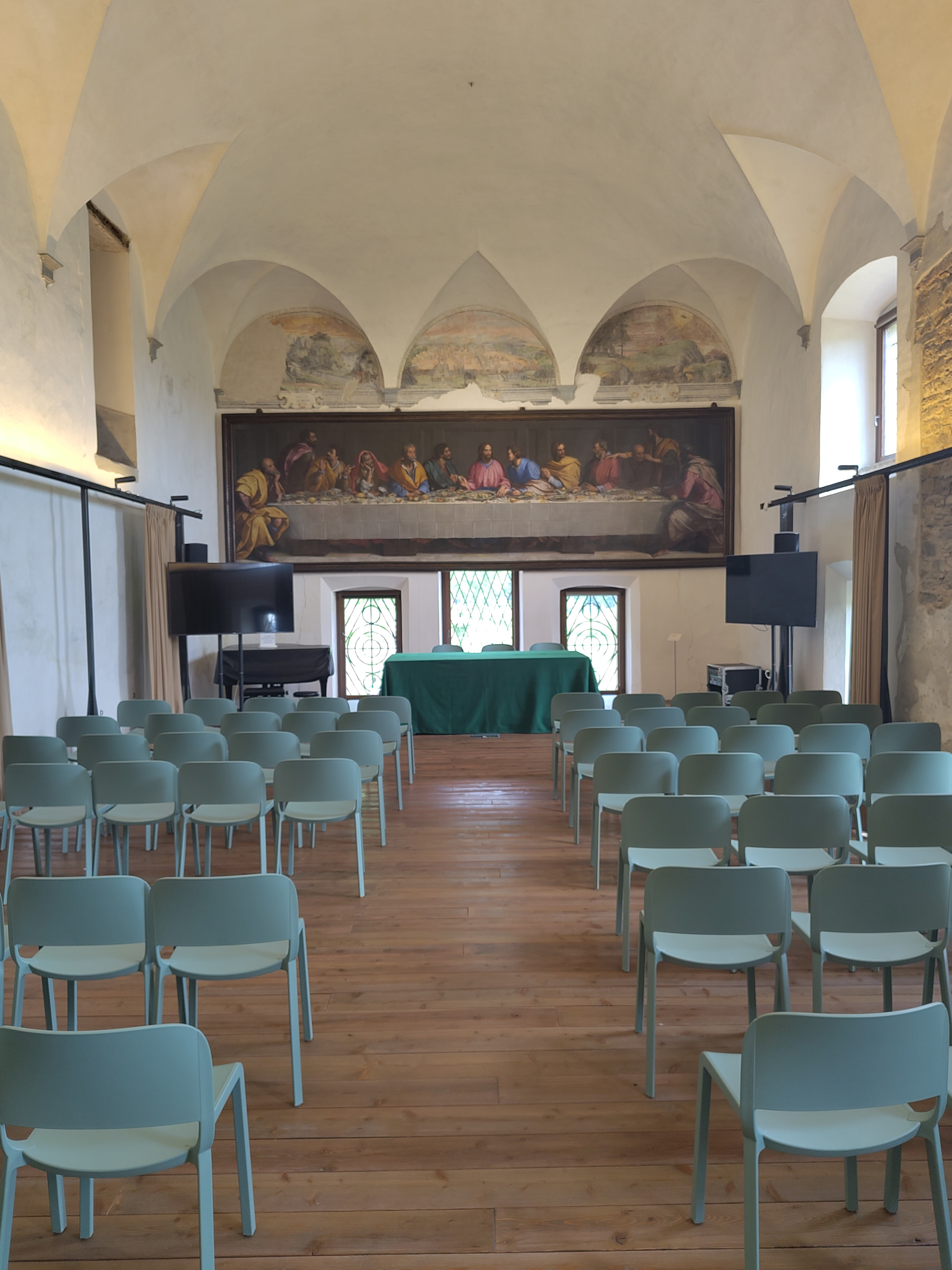
Het doek zoals het nu te zien is in de voormalige refter van het klooster

Allori's Laatste Avondmaal is zeer rijk aan symboliek. De muziekinstrumenten en het voedsel vormen samen met de gebaren, handelingen en houdingen van de afgebeelde apostelen een verwijzing naar de vijf zintuigen. De afgebeelde etenswaren en bloemen hebben specifiek ook zelf hun eigen betekenis:
- Wijn verwijst naar de wijn die tijdens de eucharistie gedronken wordt.
- Brood staat voor het brood dat tijdens de eucharistie gegeten wordt, maar symboliseert ook het lijden van Jezus.
- Amandelen staan voor de goddelijke natuur van Jezus die in zijn menselijke lichaam bewaart is.
- Dadels zijn het symbool van Jezus goedheid.
- Olijven zijn het teken van vrede.
- Kweeperen vormen een symbool voor de bemiddeling van Jezus tijdens het Laatste Oordeel.
- Peren hebben een zoete smaak, wat verwijst naar de goedheid van Christus.
- Rode rozen, viooltjes en anjers verwijzen naar het bloed dat Jezus vergoot tijdens de passie en kruisdood
- Bloeiende venkel is een symbool voor de wederopstanding van de menselijke ziel.
- Kastanjes kunnen ontkiemen na het snoeien, een verwijzing naar de wederopstanding.
- Kappertjes referen aan de tekst uit Prediker 12:5. Hierin verwijst de prediker naar de kappertjesstruik als een metafoor voor de vluchtigheid van het leven, aangezien de kappertjesstruik maar één dag bloeit: De amandelboom behoudt zijn wintertooi, de sprinkhaan sleept zich voort, de kapperbes droogt uit (vertaling NBV).
- Distels werden in de late middeleeuwen gebruikt als antigif. Daarmee verwijst het naar Jezus' opstanding.